# Pál András (költő)
Pál András, Tatrangi Pál András (Tatrang, 1886. szeptember 25. – Brassó, 1971. december 21.) költő, novellista.

## Életútja
A hosszúfalusi polgári iskolát végezte el, majd Eperjesen szerzett tanítói oklevelet. Előbb Kisromhánypusztán volt tanító, majd 1922-ben szülőfaluja hazahívta felekezeti iskolájához igazgatónak, 1925-ben azonban elbocsátották állásából. Szövetkezeti felelős Tatrangon, alkalmi munkás Brassóban. 1946-ban visszahívták a tanügyhöz, nyugdíjazásáig tanfelügyelő.

## Munkássága
Már 1907-ben közölt cikkeket a hosszúfalusi Csángó Újságban és az Evangélikus Életben. 1908-ban Ilonka dalok című verseskötetet adott ki. 1942-ben A csángó expressz című karcolatával megnyerte a temesvári Déli Hírlap irodalmi pályázatát. Novellával szerepelt a Vita Zsigmond szerkesztette Romániai magyar írók antológiájában (Nagyenyed 1943). 
A hétfalusi csángók eredetéről, történetéről, néprajzáról szóló cikkeit szívesen közölte a Magyar Nyelvőr és Ethnographia Budapesten, Romániában a Korunk, Pásztortűz, Délkelet, Csángó Újság, Csángó Naptár, Havi Szemle. A temető költészete című munkájában Tatrang, Halmágy és Bácsfalu régi sírfeliratait gyűjtötte össze, bemutatva a halál népi költészetének gazdagságát.

## Kötetei
- A csángó expressz; Barca, Dunavarsány, 2016 (Barcasági könyvek)